# مدرسة النبراس لذوي الاحتياجات الخاصة
مدرسة النبراس النموذجية لذوي الاحتياجات الخاصة هي مدرسة خاصة في الكويت تأسست في عام 2004 لتلبية احتياجات الأطفال من ذوي الاحتياجات الخاصة البالغ أعمارهم من 4 سنوات إلى 12 سنة، توفر المدرسة كافة خدماتها بالعربية وباللهجة الكويتية العامية، وتقدم أيضاً علاج النطق والعلاج الطبيعي والوظيفي والفحوصات الشهرية.